# Matang Mesjid
Matang Mesjid is een bestuurslaag in het regentschap Bireuen van de provincie Atjeh, Indonesië. Matang Mesjid telt 1011 inwoners (volkstelling 2010).